# Edgar Krapp

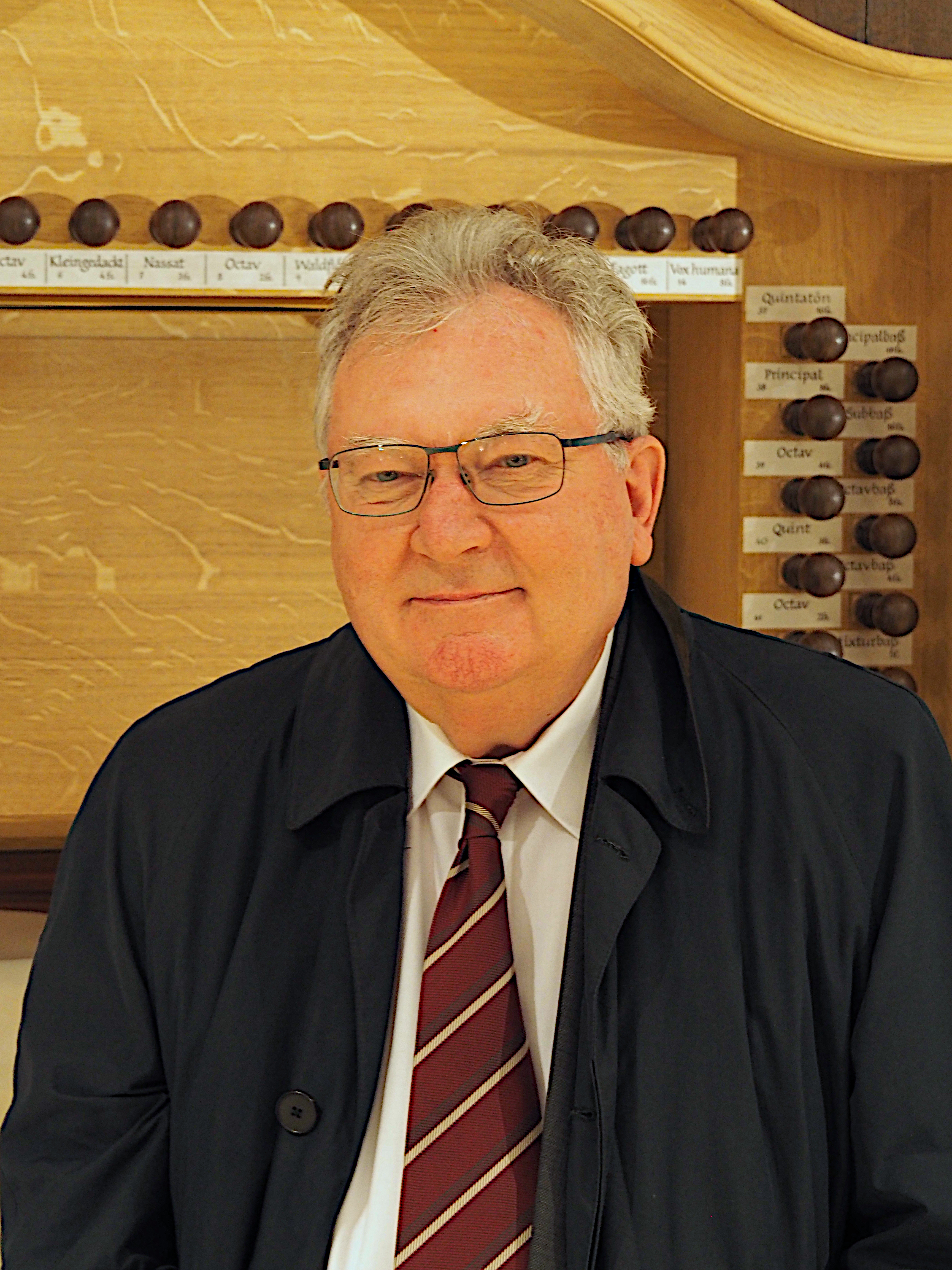
Edgar Krapp (2020)

Edgar Krapp (* 3. Juni 1947 in Bamberg) ist ein deutscher Organist und Musikwissenschaftler.

## Leben und Wirken
Krapp erhielt seinen ersten Orgelunterricht als Mitglied der Regensburger Domspatzen. Nach dem Abitur am Franz-Ludwig-Gymnasium Bamberg im Jahr 1966 studierte er Orgel bei Franz Lehrndorfer in München und bei Marie-Claire Alain in Paris. Schon während seines Studiums war er mehrfach Preisträger bei internationalen Musikwettbewerben.
Krapp trat in Europa, in Amerika und in Japan als Konzertorganist auf und arbeitete dabei mit renommierten Dirigenten zusammen wie unter anderem Rafael Kubelík, Georges Prêtre, Colin Davis, Lorin Maazel, Vladimir Fedoseyev, Horst Stein und Christoph Eschenbach sowie Orchestern wie dem Chicago Symphony Orchestra, dem Symphonieorchester des Bayerischen Rundfunks, den Münchner Philharmonikern, den Bamberger Symphonikern, dem Deutschen Symphonie-Orchester Berlin und den Wiener Symphonikern.
Krapp führte mehrfach das Bach’sche Orgelgesamtwerk auf, alle 14 Konzerte in München wurden im Rundfunk live übertragen. Auch bei seinen Aufführungen der Orgelkonzerte von G. F. Händel und dessen gesamtem Cembalowerk erfolgten Rundfunk- und Schallplattenaufnahmen.
Von 1974 bis 1993 leitete er als Nachfolger von Helmut Walcha eine Orgelklasse an der Musikhochschule Frankfurt. Von 1982 bis 1991 war er Gastprofessor am Salzburger Mozarteum. 1993 wurde er an die Musikhochschule München zum Nachfolger von Franz Lehrndorfer berufen und lehrte dort bis 2012.
Krapp ist Mitglied des Direktoriums der Neuen Bachgesellschaft Leipzig und der Bayerischen Akademie der Schönen Künste. Außerdem ist er Jury-Mitglied beim ARD Musikwettbewerb.
Unter seinen Schülern finden sich zahlreiche bekannte Organisten wie unter anderem Wolfgang Kleber, Markus Karas, Torsten Laux, Ludwig Ruckdeschel, Martin Sander, Michael Schöch, Dan Zerfaß, Angela Gehann-Dernbach, Georg Hagel und Josef Hauber.
Edgar Krapp war in seiner Jugend regelmäßiger Zuhörer der Bamberger Symphoniker und ist seiner Heimatstadt Bamberg weiterhin künstlerisch verbunden. Er war maßgeblich an der Konzeption der neuen Jann-Orgel in Bamberg beteiligt und war von 1993 bis 2012 künstlerischer Leiter der Orgelreihe der Bamberger Symphoniker. Heute liegt die künstlerische Leitung und Federführung in Händen von Christian Schmitt.

## Uraufführungen (Auswahl)
- Harald Genzmer: Symphonisches Konzert
- Günter Bialas: Introitus – Exodus mit dem Symphonieorchester des Bayerischen Rundfunks (Leitung: Rafael Kubelik)
- Rafael Kubelík: Symphonische Peripetie mit dem Chicago Symphony Orchestra (Leitung: Rafael Kubelik)
- Hans-Jürgen von Bose: Symbolum mit den Münchner Philharmonikern (Leitung: A. Lazarew)

## Auszeichnungen (Auswahl)
- 1. Preis beim Münchner ARD-Wettbewerb 1971
- Frankfurter Musikpreis 1983
- E.-T.-A.-Hoffmann-Preis der Stadt Bamberg 1994
- Friedrich-Baur-Preis für Musik 2000